# ГЕС Керкгофф 2
ГЕС Керкгофф 2 — гідроелектростанція у штаті Каліфорнія (Сполучені Штати Америки). Знаходячись між ГЕС Біг-Крік 4 та ГЕС Friant (25 МВт), входить до складу каскаду на річці Сан-Хоакін, яка починається на західному схилі гір Сьєрра-Невада та впадає до затоки Сан-Франциско.
У межах проекту річку перекрили бетонною арковою греблею висотою 35 метрів та довжиною 155 метрів, яка утримує невелике водосховище з корисним об'ємом 5,2 млн м3. Зі сховища під лівобережним гірським масивом прокладено дериваційний тунель завдовжки 6,6 км з діаметром 7,3 метра, який переходить у напірний водовід довжиною 0,3 км зі спадаючим діаметром від 6,1 до 4,6 метра.
У підсумку ресурс надходить до розташованого на глибині 60 метрів машинного залу циліндричної форми діаметром 26 метрів та висотою 38 метрів. Тут встановлена одна турбіна типу Френсіс потужністю 155 МВт, яка використовує напір у 128 метрів та в 2017 році забезпечила виробіток 795 млн кВт-год електроенергії.
Відпрацьована вода повертається у річку по відвідному тунелю довжиною 0,16 км з діаметром 7,6 метра.
Можливо також відзначити, що з того ж водосховища Kerckhoff живиться інша дериваційна станція Kerckhoff 1, машинний зал якої розташований за три кілометри вище по течії.